# Comuna Dudești, Brăila
Dudești (sau Dudeștii; în trecut, Nicolești Jianu) este o comună în județul Brăila, Muntenia, România, formată din satele Bumbăcari, Dudești (reședința) și Tătaru. Are o stație de cale ferată pe linia Făurei-Țăndărei. Aici se află un spital și un siloz de cereale. În partea de est, spre comuna Bărăganul se află o întinsă pădure, una din puținele păduri din această parte a Bărăganului.

## Istorie
Satul Tătaru a fost înființat în anul 1457 pe moșia boierului Roșu, care la acea dată a angajat un paznic de moșie de origine tătară, de unde denumirea satului Tătaru. Satul Tătaru era străbătut de "drumul sării", drum ce făcea legătura între salinele din județul Prahova și portul Constanța. În perioada anilor 1600 era un negustor de sare, pe nume Sulu, care de-a lungul „drumului sării” a ridicat mai multe cruci, una din acestea fiind ridicată în satul Tătaru, la intersecția DJ 211 cu DJ 211A. Data exactă a ridicării acestei cruci nu se mai cunoaște iar în prezent aceasta este îngrijită de către localnici, fiind împrejmuită și iluminată.
Pe teritoriul actual al comunei Dudești, funcționa la sfârșitul secolului al XIX-lea comuna Tătaru, formată doar din satul ei de reședință, cu o populație de 1470 de locuitori. În comună exista o biserică fondată în 1830 și o școală mixtă. În 1925, comuna Tătaru era formată tot din satul Tătaru și avea 2598 de locuitori.
Satul Dudești s-a înființat mai întâi cu numele de Nicolești-Jianu, după 1925, și în 1931 constituia o comună de sine stătătoare.
În 1950, comunele Nicolești-Jianu și Tătaru au fost incluse în raionul Făurei din regiunea Galați. În 1964, comuna și satul Niculești-Jianu au primit numele de Dudești. În 1968, la reorganizarea administrativ-teritorială a României, cele două comune au revenit la județul Brăila, reînființat, dar comuna Tătaru a fost desființată și inclusă în comuna Dudești.

## Monumente istorice

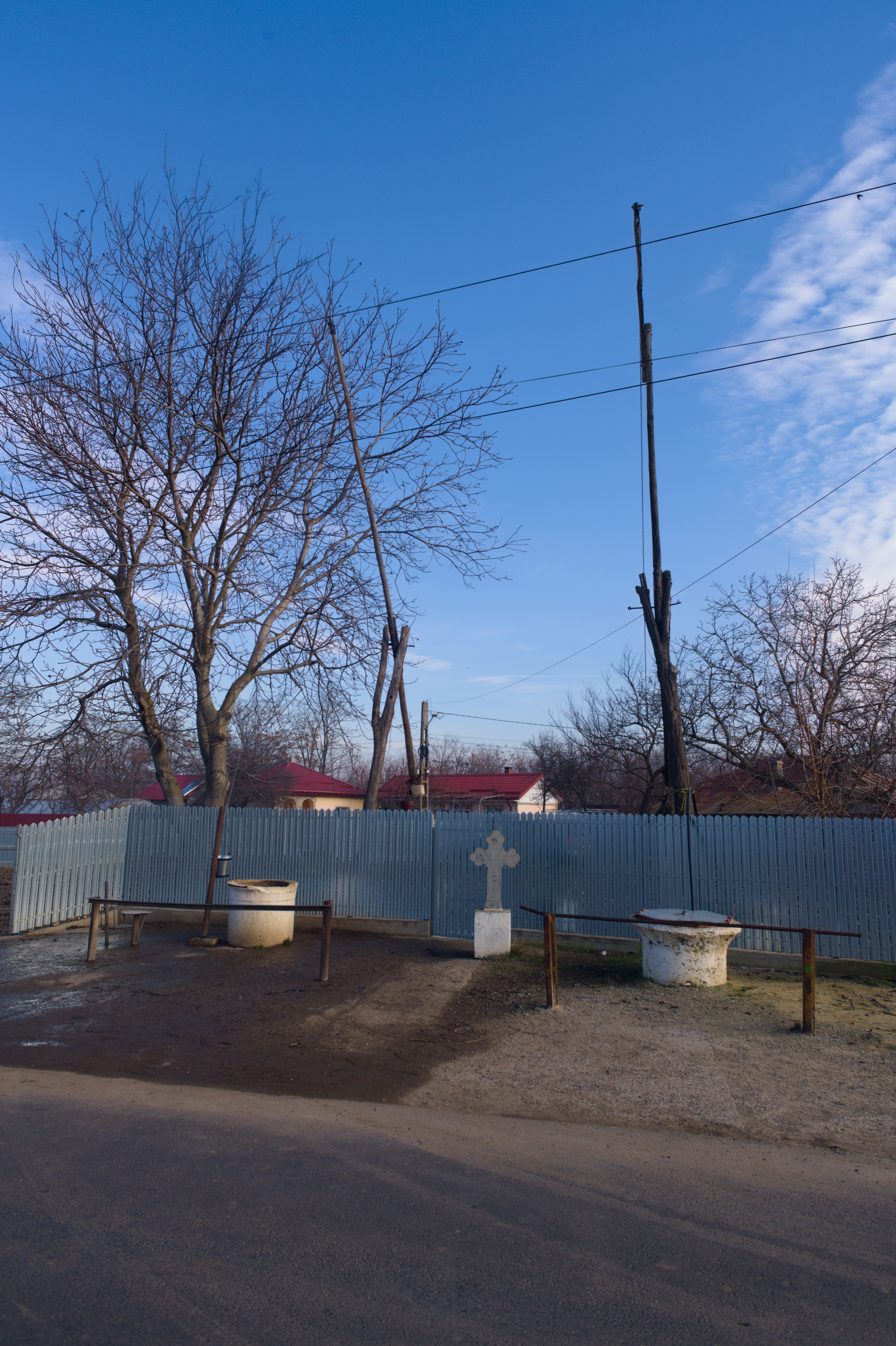
Fântânile cu cumpănă de la marginea satului Tătaru

Două obiective din comuna Dudești sunt incluse în lista monumentelor istorice din județul Brăila, ca monumente de interes local, ambele clasificate ca monumente memoriale sau funerare și aflate în zona satului Tătaru. Crucea de piatră din fața fostului CAP Tătaru datează din secolul al XIX-lea, iar fântânile cu cumpănă de la marginea satului — din secolul al XIX-lea.

## Geografie

### Așezare
Localitatea Dudești face parte din comuna Dudești, care este învecinată la nord cu teritoriul comunelor Zăvoaia și Cireșu, la est cu orașul Însurăței și comuna Bărăganul, la sud cu Bărăganul și Roșiori, la est cu Ulmu, Roșiori și Cireșu. Prin comună trece șoseaua județeană DJ211, care o leagă spre sud de Grivița (județul Ialomița) și spre nord de Zăvoaia, Bordei Verde și Ianca (unde se termină în DN2B. La Tătaru, din DJ211 se ramifică alte două șosele județene: DJ211C care duce spre vest la Ciocile și DJ211B, care duce spre est la Bărăganul (DN21, DN21A) și mai departe la Victoria. Prin comună trece și calea ferată Făurei-Fetești, pe care este deservită de stația Dudești.

### Relief
Comuna Dudești face parte din interfluviul Călmățui-Ialomița care prezintă o ușoară înclinare de la N la S și de la V la E. Partea de nord a interfluviului are un relief eolian cu dune orientate N, N-E-S, S-E. În rest se întinde câmpia în care singurele zone accidentate sunt depresiunile crovurilor, movilele și cu vetrele lacurilor sărate Unturosu și Tătaru.
Altitudinea, energia de relief și fragmentarea sunt foarte reduse din care cauză există zone fără scurgere. O astfel de zonă adăpostește unul din cele mai tipice lacuri de tasare în loess ale țării: Tătaru.						

### Geologie
În zona localități Dudești depozitele de suprafață aparțin Holocenului superior și sunt reprezentate de prafuri argiloase, prafuri nisipoase și argile aparținând teresei superioare a Dunării, dar și nisipuri prăfoase de origine eoliană. Grosimea lor este de 5–10 m. Sub aceste depozite se întâlnesc pietrișuri și nisipuri din alcătuirea luncilor tot de vârsta Holocen superior. Grosimea lor este de 10–15 m.

### Hidrologie
1. Ape de suprafață

Pe suprafața teritoriului administrativ al comunei Dudești există zone fără scurgere în care s-au format câteva lacuri cu apă sărată: Unturosu și Tătaru. Aceste lacuri aparțin grupei de lacuri clastrocrastice (lacuri cantonate în depresiuni de tasare în loess sau crovnuri). În prezent nu mai există decât lacul Tătaru, fiind declarat rezervație naturală datorită numărului mare de specii de păsări pe cale de dispariție.

Genetic, crovurile în care sunt cantonate lacurile s-au format de depozite loessoide în condițiile lipsei drenajului superficial al apelor meteorice dar al existenței drenajului vertical (infiltrații).
2. Ape freatice
								
Apele freatice sunt cantonate în depozite loessoide la adâncimi cuprinse între 2–5 m. Datorită condițiilor climatice a cantităților reduse de precipitații în cursul anului, nivelul hidrostatic înregistrează variații de 2–3 m. De asemenea se reduce considerabil, la unele aproape complet, capacitatea se debitare.

Apele freatice cu calități admisibile din punct de vedere potabil se întâlnesc în jurul localității Tătaru. Celelalte sunt nepotabile datorită mineralizației ridicate conținând multe sulfuri și cloruri.
3. Ape de adâncime

Apele de adâncime sunt cantonate în depozite de nisipuri și pietrișuri de vârstă Pleistocen inferior numite „Stratele de frațești”. Aceste ape cantonate la adâncimi de 50–100 m pot prezenta condiții bune de potabilitate și pot furniza debite importante.

### Caracterizare geotehnică
La suprafață se găsește un strat de pământ vegetal de 0,60-0,70 m, urmează un loessoid sensibil la umezire alcătuit din praf argilos loessoid galben tare sau plastic vârtos și din loess argilos galben, tare, uscat până la 2,30-4,80 m adâncime, un strat de nisip galben, fin, de la 6–7 m adâncime.

Terenul de fundare se încadrează în categoria terenurilor slabe, care necesită măsuri de imbunătățire în vederea fundării directe a construcțiilor. Încadrarea seismică a localității Dudești se încadrează în zona seismică „D” cu coeficient Ks=0,16, perioada de colt Tc=1,5 sec.

### Clima
În zona localității Brăila climatul este temperat-continental de stepă. Temperatura medie anuală este de +11,1 °C. Media temperaturilor din anotimpul friguros atinge valori de –0,5 °C iar media temperaturilor în anotimpul călduros atinge valori de +23 °C. Umiditatea anuală relativă a aerului ajunge la peste 72%, iarna depașind 80% iar vara scăzând la 60%. În medie cad anual 450 l apă/mp. Cele mai multe precipitații cad în perioada mai-august iar cele mai puține toamna și iarna. Totuși în ultima parte a verii, datorită zilelor îndelung senine și a temperaturilor ridicate, crește mult deficitul de saturație, fapt ce intensifică procesul de evaporație și ca urmare iarba se usucă iar culturile neirigate suferă. Din totalul precipitațiilor circa 60% cad între 1 aprilie și 30 septembrie, perioada când culturile au nevoie de umiditate. În anotimpul rece ninge în medie 15-16 zile totalizând 20-23% din cantitatea totală de precipitații. Zăpada acoperă pământul cu intermitență circa 40 de zile. Cantitatea de apă anuală de precipitații este explicată prin predominarea maselor de aer continental provenite din anticiclonul siberian, ce pătrunde în România și este cunoscut sub denumirea de crivăț. Acesta este înregistrat mai ales în luna ianuarie când atinge o intensitate de peste 20 m/sec. Zilele când suflă Băltărețul și vântul de vest sunt în general zile cu precipitații. În medie vântul bate 70 de zile cu peste 11m/sec.

### Solurile
La suprafață se găsesc cernoziomuri formate în condițiile climatului semiarid, pe depozite loessoide, pe aluviuni și nisipuri sub o vegetație de stepă. Prezentând un mare grad de porozitate infiltrația pe verticală se realizează ușor. Solurile sunt de vârstă Pleistocen Superior corespunzător intervalului Riss-wurm fiind construite din loessuri și depozite de loessoide, cernoziom ciocolatiu cu textură și luto-nisipoasă.
În condițiile existenței aridității apa freatică determină supraumezirea și evaporația. Vara datorită insolației suprafața solurilor își ridică temperatura, se intensifică evapotranspirația iar umiditatea (sub un metru) se menține între coeficientul de ofilire și mijlocul umidității active și de aici necesitatea irigațiilor. Resurse ale subsolului: apa și nămolul din lacul Tătaru cu calități balneoterapeutice.

### Fauna și flora
Elementele de vegetație din zona studiată sunt elemente tipice de stepă pontică și silvostepă panonică. Într-un trecut mai îndepărtat, vegetația caracteristică este reprezentată prin speciile de stepă. Aceasta a fost în mare parte desțelenită cu vegetație de culturi în proporție de 90%.

În zona studiată nu se identifică ecosisteme specifice.
Cea mai mare parte a teritoriului administrativ este ocupată de terenuri agricole. Se găsesc și rămășițe de stepă reprezentată de pajiști naturale precum și marginea drumurilor de-a lungul digurilor și canalelor de irigație. În pajiștile xerofile, speciile predominante sunt reprezentate prin graminee: negara, păiușurile stepice, pirul crestat, ovăzul sălbatic. Mai cresc traista ciobanului, troscotul, coada șoricelului, volbura, păpădia, pelinul, cimbrișorul, diferiți scaieți etc. Majoritatea acestor plante își dezvoltă ciclul evolutiv înaintea venirii perioadelor secetoase de la sfârșitul verii.

În mod spontan, pe dunele de nisip apare vegetația gresoneofilă reprezentată prin romaniță, laptele câinelui, salcia de nisip.

Vegetația arborescentă este slab reprezentată în teritoriul administrativ al comunei Dudești. Singura zonă împădurită este la est de localitatea Dudești - pădure de salcâm în suprafață de circa 470 ha, cu funcție specială de protecție.

Din mamiferele ce-și duc viața mai ales în zona de stepă, rozătoarele sunt cele mai numeroase. Acestea sunt reprezentate prin: popândau, hârciog, șoarece de câmp, șoarece de stepă, iepure de câmp. Dintre păsări întâlnim: turturele, potârnichi, iar dintre răpitoare: uliul porumbac, cucuveaua, șorecarul încălțat.

## Încadrarea în rețeaua de localități a județului
Localitatea Dudești, aflată în partea de mijloc a comunei Dudești este străbătuta de la N-V la S-E de calea ferată Făurei-Constanța (cale ferată dublă electrificată) cu stație în gara Dudești. De la N-E la S-V localitatea este străbătută de drumul județean 211 (Dudescu-Dudești-Tătaru). Drumul județean 211 din Tătaru se îndreaptă spre Amara iar spre Bărăganu merge drumul județean 211 B. Traversarea localității pe DJ 211 este îngreunată, viteza circulației fiind foarte redusă. În localitatea Dudești pe drumul județean 211 este un sector cu restricție de circulație generată de pasajul de nivel cu cale ferată, ce este amenajat necorespunzător. Pentru creșterea fluenței circulației este necesar ca această intersecție să fie soluționată prin construirea unui pasaj superior.

Legătura localității Dudești cu SC COMAGRIM Dudești (fost IAS) și cu ferma 5, care funcționează ca trupuri ale localității, este realizată prin drumul Dudești-Zăvoaia (fost DC 139), iar legătura Dudești-Bumbăcari se face printr-un drum de exploatare, ce dă în DJ 211 sau printr-un drum de exploatare, pe lângă incinta SC COMAGRIM (fost sediu IAS).

## Economia
Teritoriul administrativ al localității Dudești dispune de o ofertă naturală deosebit de favorabilă pentru dezvoltarea agriculturii ca funcțiune economică de bază, cu un profil complex dominat de producția de cereale, plante tehnice, legume și creșterea animalelor. Drept urmare în localitatea Dudești activitatea economică de bază este agricultura.
Privind folosința terenurilor cuprinse în teritoriul administrativ al localității Dudești avem:
1	Arabil					 = 9549,04 ha;
2	Pășuni				 = 576 ha;
3	Vii 					= 459,22 ha;
4	Păduri 				= 510 ha;
5 Ape și stuf 				= 177,28 ha;
6	Drumuri și căi ferate 		= 201,44 ha;
7	Curți construcții 			= 190,53 ha;
8	Neproductiv 			= 99,05 ha.
11742,73 ha

### Construcțiile și industria
Aceste activități sunt reprezentate de: S.C. „STIL RELIEF si ADCONF” S.R.L.; S.C. D.P.S.A.; S.C. „MOZAIC” S.A. S.C. „STIL RELIEF si ADCONF” S.R.L. are sediul societății în intravilan cu o incintă de 10070 mp. Profilul societății este de confecții textile de damă și bărbați și lucrează pe bază de comenzi atât pe plan intern cât si pentru export. Numărul de angajați este de 130 persoane.
S.C. D.P. S. A. are sediul societății în intravilan, cu o incintă de 4885 mp adiacentă căii ferate. Societatea se ocupă cu prepararea mixturilor asfaltice pentru drumurile județene. Numărul de angajați este de 11 persoane.
S.C. ‘’MOZAIC’’ S.A. (moara) are sediul societății în intravilan, în partea de sud a localității cu o incintă de 4755 mp. Moara funcționează pe baza cererilor și are 2 angajați. La data întocmirii planului urbanistic general, acesta nu funcționa.

### Agricultura
Activitățile de tip agricol sunt reprezentate de: S.C. „AGRODUD” S.R.L.; S.C. „AGROMEC” S.A.; S.C. „AGRIPROD NOAR” S.R.L.; S.C. „AGROELADIL” S.R.L. și „RAIF” București-Sucursala Brăila-sistem Dudești.
S.C. „COMCEREAL” S.A.- baza de siloz Dudești are sediul în intravilan cu o incintă de 9,7 ha adiacentă căii ferate, situată în partea de nord a localității. Societatea are ca profil recepționarea (pe auto), păstrarea, condiționarea produselor agricole și transportarea acestora către beneficiari (mai mult vagonabil). Capacitatea bazei siloz este de 80.000 tone. Numărul de angajați este de 74 de persoane.
R.A.I.F. București-Sucursala Brăila-Sistem Dudești-are sediul în intravilan cu o incintă de 4224 mp și se ocupă de sistemele de irigații. Societatea are un număr de 5 salariați (numai pe localitatea Dudești).

### Transporturi
Transportul de călători în localitate nu este asigurat și nici nu este necesar. Legătura localității Dudești cu alte localități se realizează cu ajutorul ratelor și prin intermediul căii ferate. Transportul feroviar este reprezentat de cele 5 linii CFR, care trec prin stația Dudești pentru transportul de călători și de marfă, pe linia Făurei-Fetești-Constanța. Prin gară trec 10 trenuri de persoane și 10 trenuri de marfă în 24 de ore.

### Servicii
În domeniul serviciilor localitatea depinde de :
1	Unități de administrație: primărie, poliție ;
2	Unități pentru învățământ: o școală generală clasale I-X, școală de arte și meserii, o grădiniță ;
3	Unități culturale: căminul cultural care împreună cu terenul aferent a fost câștigat, prin hotărâre judecătorească de către urmașa proprietarului inițial al terenului, biblioteca;
1	Unități de cult: biserica ortodoxă;
2	Unități comerciale: - 7 societăți comerciale alimentare sau mixte, în curțile proprietarilor; - magazin mixt; - oficiu PTTR; - o societate comercială cu profil confecții de beton(cruci); - CEC; - CJCC cooperativa de credite ;
- Unități sanitare: dispensar uman; - spital.

## Populația
Componența etnică a comunei Dudești
     Români (88,9%)
     Romi (3,1%)
     Alte etnii (0%)
     Necunoscută (8,01%)
Componența confesională a comunei Dudești
     Ortodocși (91,76%)
     Alte religii (0,1%)
     Necunoscută (8,14%)
Conform recensământului efectuat în 2021, populația comunei Dudești se ridică la 3.035 de locuitori, în scădere față de recensământul anterior din 2011, când fuseseră înregistrați 3.613 locuitori. Majoritatea locuitorilor sunt români (88,9%), cu o minoritate de romi (3,1%), iar pentru 8,01% nu se cunoaște apartenența etnică. Din punct de vedere confesional, majoritatea locuitorilor sunt ortodocși (91,76%), iar pentru 8,14% nu se cunoaște apartenența confesională.

### Evoluția istorică
Datele privind evoluția populației sunt urmărite de Direcția Județeană de Statistică pe comună. De la recensământul din 1959, când s-a înregistrat un număr de 5282 locuitori, se observă o creștere a populației până în 1966, ajungând la 5524 locuitori, după care populația scade treptat ajungând în 1992 la 4001 de locuitori.
Sporul total al populației înregistrează în anul 1988 numai valori negative, o scădere semnificativă a acestuia înregistrându-se în anul 1990 (-93,8% fata de –2,1% in anul 1989). Conform recensământului populației întocmit la 1 iulie 1992, populația localității Dudești era de 1802 locuitori. Dintre aceștia, 904 erau de sex masculin și 898 de sex feminin.
O scădere mai accentuată a acestuia se inregistrează în anii 1995-1996 (-20,6% și 15,8%), în 1997 înregistrându-se o creștere a acestuia ajungând chiar la o valoare pozitivă (12,08%).

### Structura populației pe principalele grupe de vârstă
După vârsta există:
1.	Între 0 - 14 ani - 422 persoane - 23,4%
2.	Între 15 - 44 ani - 704 persoane - 39,1%
3.	Între 45 - 59 ani – 332 persoane – 18,4%
4.	60 și peste - 344 persoane – 19,1%
Pentru localitatea Dudești populația cu vârstă de muncă este medie ca număr și tânără ca vârstă reprezentând 57,5% din totalul populației.
Resursele de muncă și populația ocupată
La recensământul din 1992 resursele de muncă (populația de 15-59 ani) erau de 1036 persoane respectiv 57,5% din totalul populației.
Rezultă un grad redus de modernitate al structurii socio-economic a populației active ocupate determinată în principal de ponderea redusă a populației în sectorul terțial.
Din datele furnizate de către Agenția Județeană pentru Ocupare și Formare Profesională Brăila, numărul șomerilor la începutul anului 1999 era de 418 persoane dintre care 148 în plată. Raportată la totalul populației active ocupate rezultă o rată a șomajului de 46%.

## Politică și administrație
Comuna Dudești este administrată de un primar și un consiliu local compus din 13 consilieri. Primarul, Marius-Alin Stancu[*], de la Partidul Național Liberal, este în funcție din 1 noiembrie 2024. Începând cu alegerile locale din 2024, consiliul local are următoarea componență pe partide politice:
|  | Partid                          | Consilieri | Componența Consiliului | Componența Consiliului | Componența Consiliului | Componența Consiliului | Componența Consiliului | Componența Consiliului | Componența Consiliului |
|  | ------------------------------- | ---------- | ---------------------- | ---------------------- | ---------------------- | ---------------------- | ---------------------- | ---------------------- | ---------------------- |
|  | Partidul Național Liberal       | 7          |                        |                        |                        |                        |                        |                        |                        |
|  | Partidul Social Democrat        | 4          |                        |                        |                        |                        |                        |                        |                        |
|  | Alianța pentru Unirea Românilor | 2          |                        |                        |                        |                        |                        |                        |                        |

## Transportul
1.	Circulația rutieră
Schema stradală a localității Dudești are o configurație în general neregulată. Rețeaua stradală este alcătuită din străzi cu lățimi cuprinse între 3,00 și 5,00 m parte carosabilă. Lungimea totală a străzilor din localitatea Dudești este de 13,330 km corespunzător unei suprafețe carosabile de 52,405 mp. Suprafața totală ocupată de zonele străzilor (inclusiv trotuare, fâșii de spații verzi, șanțuri) este de 152788 mp. La ora actuală circulația majoră se desfășoară pe DJ211, ea constituie rețeaua principală de circulație rutieră a localității.
Transportul de călători și de marfă pe raza comunei se face cu ajutorul unor autovehicole de tip camion, aro, tv, Dacie Papuc, tractoare cu remorcă , autobasculante aflate în proprietatea de stat și a unor autovehicole și vehicole de tip motociclete, autoturisme, tractoare cu remorcă, căruțe, biciclete aflate în proprietatea particulară.
2. Parcaje, garaje
În localitate nu sunt amenajate la ora actuală suprafețe cu destinație de parcare și garaje. Parcarea și gararea autovehicolelor se face în general în curțile cetățenilor comunei sau a societăților comerciale.
3. Elemente de organizare a circulației
În localitate nu există la nici o intersecție sau elemente de organizare a circulației orizontale șsi verticale. Nu există semnalizări la intrarea în curbe, indicatoare de prioritate, treceri de pietoni.
4. Căile de comunicație și transporturi
Căile de comunicație rutieră ocupă o suprafață de 28,67 ha, iar calea ferată împreună cu construcțiile aferente și zonele de protecție ocupă o suprafață de 10,46 ha.
5. Echiparea edilitară
În intravilanul localității există o stație de transformare electrică ce ocupă o suprafață de 15,390 mp și o gospodărie de apă ce ocupă o suprafață de teren de 500 mp.

## Probleme de mediu
a)Situația existentă
Comuna Dudești ocupă un teritoriu caracterizat în cea mai mare parte printr-un relief monoton de câmpie. Doar în partea de nord, spre bumbăcari, relieful este de tip eolian (cu dune). Teritoriul administrativ al localității Dudești nu cuprinde nici un ecosistem specific.
Din punct de vedere geotehnic, sub stratul de pământ vegetal se găsește un pachet loessoid care face ca terenul de fundare să se încadreze în categoria terenurilor slabe. Pe suprafața teritoriului administrativ al localității Dudești există zone fără scurgere în care s-au format lacurile cu apă sărată Unturosul și Tătaru. În lacul Unturosul apa se adună în urma precipitațiilor mai abundente, dar acesta este desecat periodic, suprafața de teren ocupată de acesta fiind folosită ca pășune pentru animale. Lacul Tătarul, în anotimpul secetos are apa foarte puțină și concentrația de mineralizare atinge valori maxime, uneori secând cu totul, iar în anotimpul în care precipitațiile sunt abundente, nivelul apei crește.
Apele freatice, în marea lor majoritate sunt nepotabile, cu excepția celor din jurul localității Tătaru. Apele de adâncime cantonate la 50–100 m adăncime, pot prezenta condiții bune de potabilitate și pot furniza debite importante. Cantitatea de apă anuală de precipitatii este mică, iar în ultima parte a verii, când se ating temperaturi ridicate iarba se usucă, iar culturile neirigate suferă.
În interiorul teritoriului administrativ al localității Dudești există o pădure cu rol de protecție împotriva factorilor climatici și industriali dăunători , pădurea Tătaru, aflată la est de localitatea Dudești. Singurele resurse naturale ale solului și subsolului sunt nămolurile cu calități balneoterapeutice ale locului Tătaru.
Pe suprafata teritoriului administrativ al localității Dudești nu există zone naturale sub regim de protecție. În ceea ce privește zonele construite protejate, în comuna Dudești există două situri arheologice inventariate de Comisia Naționalî a Monumentelor, Ansamblurilor și Siturilor Istorice: movila BARBA LATA și MOVILELE GEMENE, ambele fiind morminte tumulare, cu datare incertă și propuse la categoria valorica „C”.
În localitatea Dudești există o zonă verde de recreere și sport, reprezentată de stadion și în fază de proiect un nou stadion în localitatea Tătaru. În localitatea Dudești nu există obiective industriale și zone periculoase.
Platforma de deșeuri menajere (gunoi grajd și gunoi menajer) este amplasată la 0,5 km de localitatea Dudești, în partea de sud-vest. Suprafața ocupată de aceasta este de 2 ha, capacitatea este de 20.000 tone, iar gradul de umplere al depozitului este de 70%.
b)Disfuncționalități-priorități (mediu)
Factorul de mediu –apa
Apele freatice din jurul localității Dudești nu sunt potabile, conținând sulfuri și cloruri, în schimb apele de adâncime pot fi folosite ca sursă de apă potabilă. Din datele furnizate de Agenția de Protecția Mediului, sursele de poluare a apei sunt populația și fostul I.A.S. și sunt materializate prin substanțe organice. Impactul acestora asupra calității apei este minim.
Factorul de mediu –aer
Atmosfera este cel mai larg vector de propagare a poluării, noxele din ea afectînd direct și indirect la mică distanță, atât elementul uman cât și celelalte componente ale mediului natural și artificial. Din datele de la Agenția de Protecția Mediului rezultă că nu există surse majore de poluare, neexistând activitate industrială importantă în zonă.
Principalele surse de poluare ale aerului sunt : S.C. „AGROMEC”; S.C.’’ „COMAGRIM” (FERME AGRICOLE); MOARA ; SILOZ; S.C. D.P.-PREPARĂRI MIXTURI ASFALTICE
Noxele emise de acestea sunt : gaze arse, aerosoli, pesticide. Impactul acestora cu atmosfera este mediu. La aceasta se adaugă factorii poluanți rezultați din activitățile legate de viața de zi cu zi a locuitorilor, printre care se inscriu: încălzirea spatiilor de locuit și institutionale; prepararea hranei (mijloace proprii); traficul rutier (propriu și în comun); generarea curentului electric; servicii; depozitarea și arderea deșeurilor solide. Toate acestea conduc nu numai la deteriorarea atmosferei ci și a celorlalți factori de mediu, biotici și abiotici, afectând astfel direct sau indirect omul.
Factorul de mediu- sol
O pondere în poluarea solului o dețin deșeurile menajere și animaliere provenite de la populație și unitățile agricole. Caracteristicile deșeurilor reprezintă factorul principal care stă la baza stabilirii procedeelor și tehnologiilor optime de tratare, valorificare și depozitare. În marea lor majoritate deșeurile menajere sunt materiale solide și cu umiditate redusă, cu excepția resturilor alimentare.
Depozitul de deșeuri al localității este amplasat în partea de sud-vest a localității. Neexistând o platformă amenajată, împrejmuită și cu perdele de protecție, se înregistrează influențe negative atât la stratul de sol prin infiltrații cu încărcătură poluantă cât și la suprafața, prin antrenarea de către vânt a deșeurilor mai ușoare. Nu sunt prevăzute foraje hidro de control a apelor freatice. Condițiile specifice zonei, caracterizate prin substrat biologic format din loess și formațiuni leossoide în cea mai mare parte, ca și energie redusă a reliefului , nu au generat degradări importante de teren.
O altă sursă de poluare a solului este S.C.’’AGROMEC’’. În urma lucrărilor agricole datorită utilizării pesticidelor s-a constatat o poluare a solurilor. Impactul acestora asupra solurilor este deocamdată minim. În urma degradării potențialului productiv al solului, este în studiu posibilitatea de a se împăduri circa 3 ha din terenurile degradate. Poluarea fonică se datorează căii ferate și mai puțin traficului auto pe DJ 211.

### Alimentare cu apă și utilități
1. Gospodăria apelor
Zona localității este săracă în surse de apă de suprafață și adâncime, situată fiind la limita între bazinele hidrografice Ialomița și Călmățui. Sursele existente nu pot asigura necesarul de apă al localității din punct de vedere calitativ și cantitativ.
Terenul agricol aparținând comunei este asigurat cu :
a. sistem de irigații (canale aducțiune principale, antene, etc.);
b. sistem de desecare (canale de colectare, evacuare, stații de pompare, etc.) parțial în funcțiune.
Sistemul de alimentare existent este compus din puțuri forate, rezervor 250 mc și circa 201 km rețea distribuție care nu funcționează, locuitorii folosind apa din puțurile sătești.
Face excepție zona fostului SMA unde sistemul local compus din puț forat și castel de apă alimentează consumatorii din zona de NE, inclusiv spitalul.
Frontul de captare format din cinci puțuri forate în zona de vest a localității s-a realizat pentru a asigura debitul de apă necesar complexului de creștere și ingrășare a taurinelor (fost AEI), alimentând temporar o parte din populația localității. Apa nu se încadrează în limitele STAS de potabilitate. Localitatea nu are sistem de canalizare centralizat, locuitorii folosind haznale tradiționale sau fose septice vidanjabile.
2. Alimentarea cu energie electrică
În partea de nord a localității Dudești se află stația de transformare (110/20kv) Dudești, ce este prinsă în sistemul energetic național pe o linie electrică aeriană de înaltă tensiune (LEA 110 kv), care pleacă din stația de transformare 440/110 kv Lacu Sărat, străbate partea de mijloc a județului, mergând apoi spre sud-vest.
Alimentarea consumatorilor casnici se face din PT1 pentru zona de sud-est, PT2 pentru zona centrală a localității, PT3 pentru zona de vest și PT4 ferma 3.
Pe străzile pe care este și rețea de medie tensiune și retea de joasă tensiune, sunt amplasate pe o parte și de alta a străzii, stâlpii rețelei de medie tensiune fiind mai înalți.
Consumul de energie pe locuitor se menține încă la o cotă scăzută, toți consumatorii casnici fiind racordați la rețea monofazat. Nu s-a pus încă problema alimentării trifazate a gospodăriilor țărănești. Pentru consumatorii trifazați acordurile au fost făcute cu cabluri trifazate subterane.
3. Telefonie
Localitatea Dudești are o centrală telefonică digitală cu 350 circuite legată printr-o linie telefonică interurbană aeriană la centrală telefonică din Însurăței.
Localitatea Tătaru are o centrală telefonică digitală cu 400 circuite legată printr-o linie telefonică interurbană aeriană la centrala telefonică din Însurăței.
Localitatea este în zona de acoperire a sistemului de telefonie mobilă.
4. Alimentarea cu energie termică
În prezent, locuitorii comunei Dudești își asigură încălzirea locuințelor cu sobe și în câteva gospodării cu centrale termice, întrebuințând drept combustibil lemn, lignit cât și resurse locale. Centralele termice de la blocuri nu funcționează.
5. Alimentarea cu gaze naturale
Localitatea nu dispune de rețea de alimentare cu gaze naturale.
6. Gospodărie comunală
În ceea ce privește colectarea, transportul și depozitarea rezidurilor menajere și industriale, acestea au constituit o problemă încă de la primele organizări spontane ale comunităților omenești și nu au găsit o rezolvare foarte adecvată până în prezent. Concomitent cu procesele tehnologice înregistrate, au crescut și exsigențele privind protecția mediului înconjurător.
Principalele tipuri de deșeuri rezultate din activitățile menajere și industriale sunt: deșeuri menajere produse de locuitorii satului; deșeuri stradale rezultate de pe suprafața salubrizată a localității; deșeuri asimilabile cu deșeurile menajere produse de unitățile prestatoare de servicii;
Conform datelor obținute de la Agenția de Protecție a Mediului din Brăila, depozitul de deșeuri al localității se află în partea de S-V a satului la 0,5 km.
Este o zona neamenajată pentru această funcțiune și nu are un contur delimitat pe teren, depozitarea făcându-se la întamplare. Deșeurile existente în depozit sunt reprezentate prin gunoi de grajd și menajer.
7. Disfuncționalități și dezechilibre în dezvoltarea economică
Analiza situației existente pune în evidență principalele disfuncționalități cu care se confruntă localitatea, legate în principal pe dezvoltarea social-economică și de infrastructură tehnică. Localitatea Dudești este un centru de capacități de producție și potențial agricol important. Producția agricolă și vegetală s-a depreciat în ultimii ani, un grad mai mare de depreciere costatându-se la nivelul producției animale. Astfel din cele două complexe de taurine nu mai funcționează nici unul.
În localitatea Dudești activitatea economică de bază este agricultura, care datorită caracterului ei sezonier conduce la perturbări în ocuparea forței de muncă.
8. Necesitatea protejării siturilor arheologice
În teritoriul administrativ al localității Dudești există două situri arheologice: Movila Barbă Lată și Movilele Gemene și este necesar a fi protejate pentru căa sunt morminte tumulare. Conform legislației în vigoare, dacă în perimetrul acestor movile se vor întreprinde lucrări de constucții și/sau de îmbunătățiri funciare care le pot afecta, Muzeul Brăilei trebuie informat din timp pentru a elibera terenul de sarcina istorică.

### Necesități și opțiuni ale populației
Din consultările cu organele care asigură administrarea localității precum și din anchetele efectuate s-au desprins propuneri care vizează o mai buna funcționare a localității. O primă cerință a administrației publice locale a fost introducerea în intravilanul localității a terenurilor cu construcții de locuințe aflate în prezent în extravilan. O altă cerință se referă la căminul cultural pentru care se dorește stabilirea unui nou amplasament, lângă primărie, în fața școlii.
Din anchetele efectuate s-au desprins și propuneri privind căile de circulație rutieră și rețelele edilitare. Acestea sunt: reparații de îmbrăcăminți asfaltice; împietruirea drumurilor de pământ; extinderea sistemului de alimentare cu apă; realizarea unui sistem de canalizare; realizarea rețelei de alimentare cu gaze a localității. Pe lângă acestea mai sunt necesare organizarea circulației (amenajări de curbe, treceri de pietoni).